# ゾルディン条約 (1466年)
ゾルディン条約（ゾルディンじょうやく、ドイツ語: Vertrag von Soldin）は、1466年1月21日にゾルディン（現ポーランド領ムィシリブシュ）で締結された、ブランデンブルク選帝侯フリードリヒ2世とポメラニア公エーリヒ2世とヴァルティスラフ10世の間の条約。シュテッティンの町が仲介した。

## 概要
条約は子供なくして死去したポメラニア公オットー3世の継承争いに一時的な決着をつけた。当時は神聖ローマ皇帝フリードリヒ3世、ブランデンブルク選帝侯フリードリヒ2世、ポメラニア公エーリヒ2世とヴァルティスラフ10世が同時にオットー3世の遺領を請求した。
フリードリヒ2世、エーリヒ2世、ヴァルティスラフ10世はフリードリヒ3世の請求を無視して協議し、2人のポメラニア公が自身の相続分とオットー3世の領地をブランデンブルク選帝侯領の封土として受け取ることで合意したが、条約の施行はポメラニア貴族の一部とシュテッティンの町が履行に拒否したため失敗に終わった。
エーリヒ2世とヴァルティスラフ10世も条約を履行せず、皇帝の宮廷で条約に反対する陰謀をめぐらした。ブランデンブルクは軍事力で条約を履行させようとしたが、最初はあまり成功しなかった。フリードリヒ3世は1469年に条約の無効を宣言したが、1470年にはブランデンブルクの主張を認めた。
結局、ゾルディン条約は1472年5月の第二次プレンツラウの和約に取って代わられた。プレンツラウの和約では戦争の終結とポメラニアのブランデンブルク封土という地位を再確認した。

## 背景
ブランデンブルクとポメラニア公国はポメラニアの地位をめぐる長きにわたる紛争の主役であった。ブランデンブルクがポメラニアを法的に封土として扱ったが、歴代ポメラニア公はその主張をはねつけてきた。歴代神聖ローマ皇帝はときにブランデンブルクの主張を、ときにポメラニア公の主張を受け入れた。そして、この紛争は度々戦争に発展した。ゾルディン条約の前に勃発した戦争は1444年から1448年まで、ポメラニアとブランデンブルクの両方が主張したウッケルマルクをめぐって戦われた。戦争を終結させた1448年の第一次プレンツラウの和約ではウッケルマルクがブランデンブルクとポメラニアの間で分割され、ポメラニア公国自体もグライフ家の間で分割され、公爵たちがそれぞれ住居地から名付けられた分領を統治した。1455年、ブランデンブルク選帝侯フリードリヒ2世がドイツ騎士団からノイマルクを買い戻し、内陸国であるブランデンブルク選帝侯領からバルト海への出口を探そうとした。

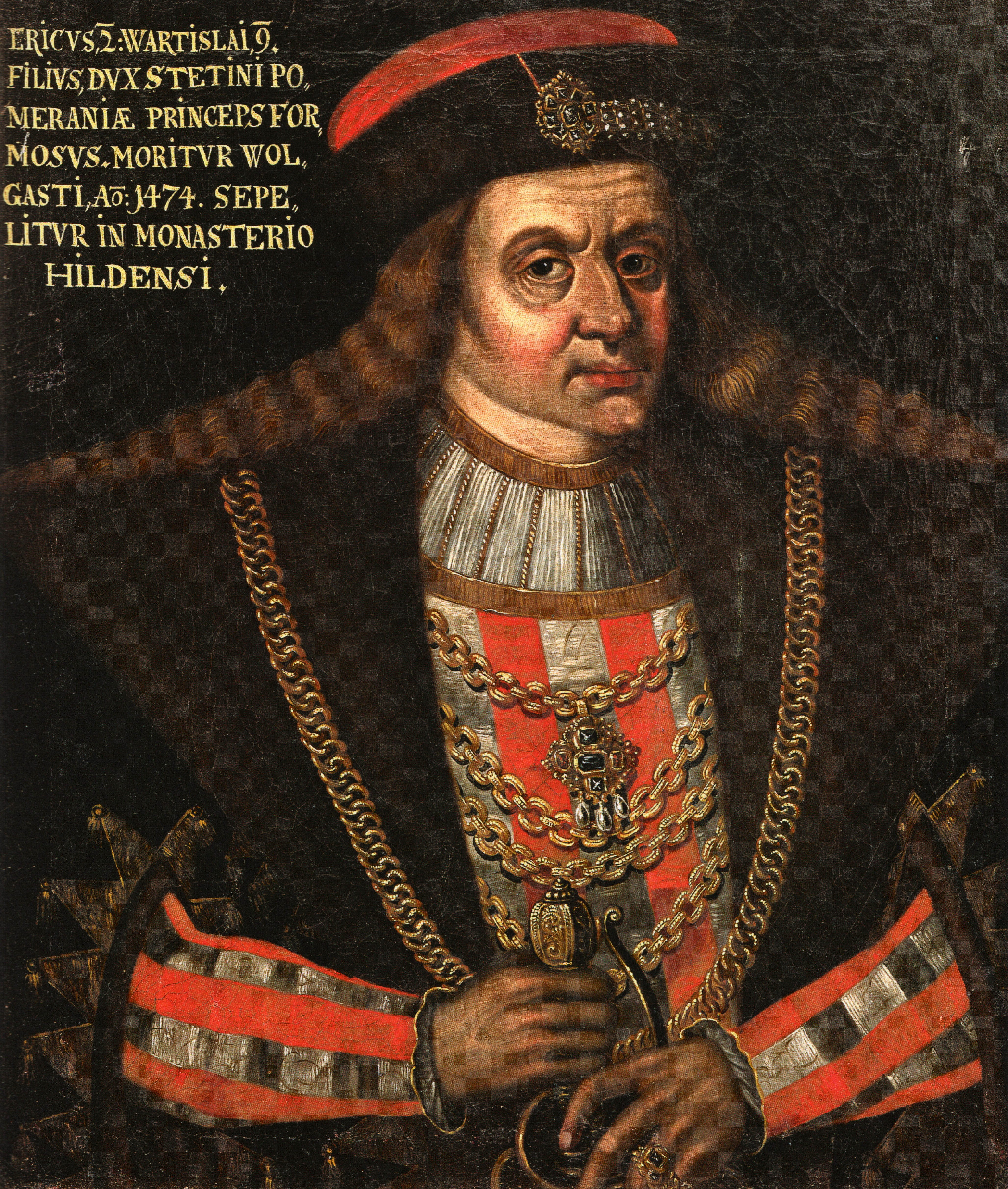
ポメラニア公エーリヒ2世

1450年代、ポメラニア公は領内のハンザ同盟加盟都市から激しい抵抗を受けた。シュトラールズントは1451年にポメラニア公を領主として承認することを拒否、1454年7月12日の講和でようやくポメラニア公と和解した。1457年、シュトラールズントとグライフスヴァルトの市民がエーリヒ2世とその随員を襲撃したが、エーリヒ2世は間一髪で逃亡に成功した。また1457年にはシュトラールズント、グライフスヴァルト、デミーン、アンクラムが反ポメラニア公同盟を締結した。
1459年、神聖ローマ皇帝フリードリヒ3世がそれまでの皇帝からポメラニア公に与えられた自由を全て取り消した。同年、ポメラニア公エーリヒ1世の死により、エーリヒ2世がその遺領全ての継承権を主張、エーリヒ2世、ヴァルティスラフ10世、オットー3世の間で継承争いが発生した。オットー3世とヴァルティスラフ10世は1459年9月6日にブランデンブルク選帝侯と、1462年7月27日にデンマークと反エーリヒ2世同盟を締結したが、2人は1463年にエーリヒ2世と和解した。
1451年、黒死病がポメラニアを襲った。グライフ家の多くが疫病に倒れ、ポンメルン＝シュテッティンを治めていたオットー3世もその1人だった。彼が1464年9月10日に子供なくして死去すると、ヴァルティスラフ10世とエーリヒ2世、そしてブランデンブルク選帝侯がポンメルン＝シュテッティンを請求した。交渉は1465年1月13日にプレンツラウで行われたが不調に終わり、さらにフリードリヒ3世が最初にポメラニア公とブランデンブルクの主張を両方とも却下してポンメルン＝シュテッティンを自領に併合しようとした。3月21日、フリードリヒ3世がブランデンブルクの主張を認める文書を起草したが、文書はニュルンベルクに留め置かれ、ブランデンブルクは文書を3万7千グルデンで買い戻さなければならなかった。選帝侯はお金が足りず、文書が買い戻されることはなかった。ブランデンブルクとポメラニアは4月から5月にかけてプレンツラウで交渉したが失敗に終わった。

## 条約の内容
条約には下記の条項が含まれた。

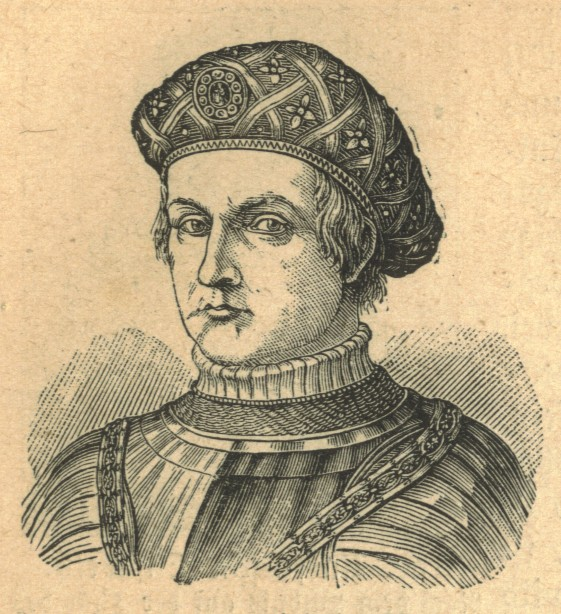
ブランデンブルク選帝侯フリードリヒ2世鉄歯侯。

- ポメラニア公国はブランデンブルク選帝侯領の封土になる[2][3][9]。エーリヒ2世とヴァルティスラフ10世は選帝侯に忠誠を誓う。このことはポメラニア貴族の宣誓を影響せず[3]、ポメラニア貴族はポメラニア諸公とブランデンブルク選帝侯の両方に忠誠を誓わなければならない[2]。ブランデンブルク選帝侯は神聖ローマ皇帝にこの行動を正当化する必要があり[3]、忠誠が誓われるのはその後でなければならない[3]。
- ポメラニア諸公は公国の歳入を引き続き受け取る[3]。
- 公国内の封土は必ずポメラニア諸公とブランデンブルク選帝侯が共同で授ける[3]。
- ブランデンブルク選帝侯にはポメラニア公国を保護する義務が課される。さらに、ブランデンブルクとポメラニアは防衛同盟を締結する[3]。
- ポメラニア諸公はポメラニア貴族に過大な義務を課さず、一定の自由を保証する[3]。
- ブランデンブルクとポメラニアの間は自由貿易と自由通行が許可される[3]。

## 履行の失敗
3月10日、ヴァルティスラフ10世とフリードリヒ2世がガルツで会合し、ポメラニア貴族に忠誠を誓わせようとした。しかし、注目の不足により儀式の取り消しを余儀なくされた。4月26日、シュテッティンはフリードリヒ2世に手紙を送り、忠誠の誓いを拒否した。フリードリヒ3世の宮廷にいたポメラニア代表ヤロスラウ・バルネコウ（Jaroslaw Barnekow）は夏の間から選帝侯の宗主権破棄を目指しており、10月14日にフリードリヒ3世がポメラニア公に自身の許可なしにポメラニア公国を他国の封土とすることを禁じたことで成功した。帝国の決定の報せは1467年2月にポメラニアに届いた。

## その後

### ブランデンブルク・ポメラニア戦争
1467年5月8日、メクレンブルクとザクセン選帝侯領はポメラニア諸公に条約を履行するよう警告、経済ボイコットで脅した。一方、ハンザ同盟、特にリューベックはシュテッティンの行動（ブランデンブルク選帝侯への忠誠の誓いの拒否）を支持した。1468年5月2日、ブランデンブルクはシュテッティンに通告を送り、条約の履行を再度求め、戦争の脅威で脅したが、結局戦争は7月中旬に勃発した。ブランデンブルクと同盟したメクレンブルクの軍勢はトレンゼ川を渡ってフォアポンメルンに入り、一方ブランデンブルク軍は南から攻撃した。その後、ブランデンブルク軍は7月にレックニッツとガルツを略奪、メクレンブルク軍も8月初にアルテントレプトウを略奪した。ブランデンブルクとメクレンブルクがさらに軍を進めると、シュトラールズントとグライフスヴァルトが仲介して8月末に停戦した。

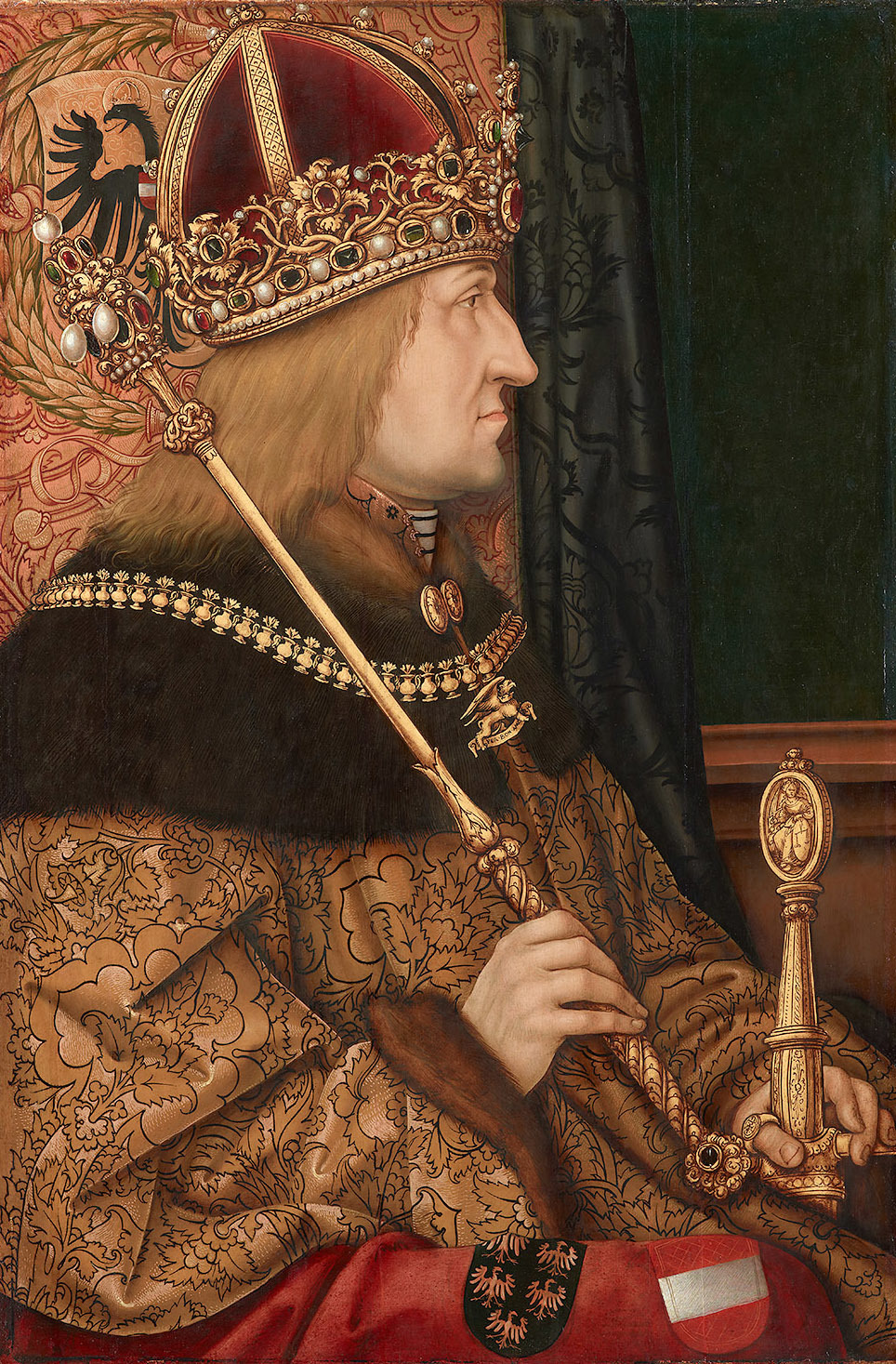
神聖ローマ皇帝フリードリヒ3世

しかし、停戦協定は守られなかった。ポメラニア軍はブランデンブルク領に侵攻、9月7/8日にアルテントレプトウを奪回した。9月21日に講和交渉が決裂すると、メクレンブルクはブランデンブルクとの同盟を更新した。10月、ポメラニア軍はバーンを略奪、ガルツを強襲したが、ガルツへの強襲は失敗に終わった。12月12日、ポメラニア代表ヤロスラウ・バルネコウ（Jaroslaw Barnekow）、ベルント・ブロッケ（Bernd Broke）、クラウス・ゴールトベック（Klaus Goldbeck）はプレンツラウで講和交渉を呼び掛けたが、ポメラニア軍による攻撃が継続していたためブランデンブルクに拒否された。しかしその後もプレンツラウでの交渉は続き、1469年1月8日にはエーリヒ2世とヴァルティスラフ10世がプレンツラウの市場でゾルディン条約の順守を誓い、公国も8日内に忠誠を誓うとした。15日、ポメラニア貴族の一部が選帝侯への宣誓を行ったが、5月にはシュテッティンが再びハンザ同盟の支援を受けて宣誓を拒否した。一方、ポメラニア諸公はフリードリヒ3世に働きかけ、ゾルディン条約の無効を宣言させようとした。
1469年7月14日、フリードリヒ3世は勅令を発してゾルディン条約を無効とし、ポメラニアを帝国直属と定め、ブランデンブルクによるポメラニア公国への攻撃を禁じた。同日、ポメラニア軍がブランデンブルクのノイマルクに侵攻したが、シフェルバインの戦いで敗北した。25日、ブランデンブルク選帝侯が反攻して、30日にウッケルミュンデに軍を進めた。シュトラールズントとシュテッティンの支援を受けたウッケルミュンデの町はブランデンブルクとメクレンブルクの連合軍により8月10日まで包囲された。1469年10月21日、ポメラニアとメクレンブルクが講和条約を締結、片方がブランデンブルクと戦争した場合、もう片方に中立に留まる義務を課した。1470年5月、エーリヒ2世が再びノイマルクに侵攻した。

### 第二次プレンツラウの和約
1470年12月12日、フリードリヒ3世はブランデンブルクによるポンメルン＝シュテッティンへの請求を確認した。また1470年1月9日にはヤギェウォ朝ポーランド王国にブランデンブルクに加勢してポメラニアに対抗するよう求めた。8月6日、フリードリヒ3世はポンメルン諸公にブランデンブルクによるポンメルン＝シュテッティンの処分への妨害を禁じ、貴族たちにブランデンブルク選帝侯に忠誠を誓うよう命じた。9月16日、ポメラニアとブランデンブルクはメシェリンで1472年6月24日までの停戦を合意した。1472年5月30日、第二次プレンスラウの和約がブランデンブルクとポメラニアの間で締結され、紛争をブランデンブルクに有利な形で決着させた。すなわち、ブランデンブルクがポンメルン＝シュテッティンを獲得した上、ポンメルン＝ヴォルガストがブランデンブルクの封土になった。